# Janssensantus pauliani
Janssensantus pauliani är en skalbaggsart som beskrevs av Clarke H. Scholtz och Henry Fuller Howden 1987. Janssensantus pauliani ingår i släktet Janssensantus och familjen bladhorningar. Inga underarter finns listade i Catalogue of Life.